# Liste der Baudenkmale in Waikaia
Die Liste der Baudenkmale in Waikaia umfasst alle vom New Zealand Historic Places Trust (NZHPT) als „Historic Place“ oder „Historic Area“ eingestuften Baudenkmale und Flächendenkmale der neuseeländischen Ortschaft Waikaia. Die Angaben stammen aus dem Register des NZHPT. Die Bezeichnungen der Baudenkmale orientieren sich an diesem Register. In die Liste werden auch bekannte Wahi Tapu (Area), kulturell und religiös bedeutsame Stätten und Gebiete der Māori, aufgenommen. Sie werden jedoch meist nicht publiziert.

| Bild | Bezeichnung                              | Ort     | Anschrift                                                 | Beschreibung   | Bauzeit | Eintrag        | Nummer | Kat. |
| ---- | ---------------------------------------- | ------- | --------------------------------------------------------- | -------------- | ------- | -------------- | ------ | ---- |
| BW   | Bush Huts                                | Waikaia | Waikaia Piano Flat Road, Glenaray Station Karte (ungenau) | Wanderhütte    | n.a.    | 19. April 1990 | 5191   | 2    |
| BW   | Stone Hut - Blue Lakes                   | Waikaia | Waikaia Piano Flat Rd, Glenaray Station Karte (ungenau)   | Wanderhütte    | n.a.    | 19. April 1990 | 5196   | 2    |
| BW   | Corrugated Iron Hut - Blue Lakes         | Waikaia | Waikaia Piano Flat Road, Glenaray Station Karte (ungenau) | Wellblechhütte | n.a.    | 19. April 1990 | 5197   | 2    |
| BW   | Corrugated Iron Hut (1950's)- Blue Lakes | Waikaia | Waikaia Piano Flat Road, Glenaray Station Karte (ungenau) | Wellblechhütte | 1950er  | 19. April 1990 | 5198   | 2    |